# Блю Крік (Ориндж-Волк)
Блю Крік (англ. Blue Creek) — поселення менонітів на північному заході Белізу, в окрузі Ориндж-Волк, на південний захід від адміністративного центру краю.

## Розташування
Блю Крік знаходиться на низовині Юкатанської платформи в серединній частині Белізу. Довкола села знаходяться кілька невеликих прісноводних озер та Ґрін Лагуна (Green Lagoonn). Місцевість навколо Блю Кріка рівнинна, помережена невеличкими річками та болотяними озерцями, а село стоїть
зовсім поруч із головною водною артерією округу — повноводною річкою Ріо-Ондо (Río Hondo) та її притокою Ріо-Браво (Río Bravo).

## Населення
Населяють село меноніти, за даними на 2010 рік становить 407 осіб.
| Рік       | 2000 | 2010 |
| --------- | ---- | ---- |
| Населення | 724  | 407  |

## Клімат
Блю Крік знаходиться у зоні тропічного мусонного клімату. Середньорічна температура становить +24 °C. Найспекотніший місяць квітень, коли середня температура становить +26 °C. Найхолодніший місяць січень, з середньою температурою +21 °С. Середньорічна кількість опадів становить 3261 міліметрів. Найбільше опадів випадає у жовтні, у середньому 404 мм опадів, самий сухий квітень, з 46 мм опадів.